# فهد الدوسری (بازیکن فوتبال، زاده ۱۹۹۰)
فهد الدوسری (عربی: فهد الدوسري؛ زادهٔ ۱ مهٔ ۱۹۹۰) یک بازیکن فوتبال اهل عربستان سعودی است.

## باشگاهی
از باشگاه‌هایی که در آن بازی کرده‌است می‌توان به باشگاه فوتبال القادسیه عربستان سعودی، باشگاه فوتبال الشباب عربستان سعودی، باشگاه فوتبال الاتفاق عربستان سعودی، و باشگاه فوتبال القادسیه عربستان سعودی اشاره کرد.